# Spojené státy americké vs. Paramount Pictures
Spojené státy americké vs. Paramount Pictures, Inc., 334 U.S. 131 je přelomový antimonopolní případ Nejvyššího soudu Spojených států z roku 1948, který rozhodl o osudu vertikálně integrovaných filmových studií a jejich oligopolní struktury. Tato kauza, známá také jako Hollywoodský antimonopolní případ nebo případ Paramount, změnila způsob výroby, distribuce i uvádění hollywoodských filmů. Nejvyšší soud potvrdil rozhodnutí obvodního soudu, podle něhož byl stávající systém distribuce v rozporu s antimonopolním zákonem Spojených států, který zakazuje určité dohody o výhradním prodeji. Toto rozhodnutí vedlo k přijetí tzv. Paramountského výnosu, který filmovým produkčním společnostem zakazoval vlastnit řetězce kin. Tento případ je významný jak z hlediska amerického protikartelového práva, tak z pohledu filmové historie. Nejenže zůstává přelomovým rozhodnutím v právních otázkách týkajících se vertikální integrace, ale je také zodpovědný za pád hollywoodského studiového systému.
V rámci přezkoumávání svých platných výnosů vydalo americké ministerstvo spravedlnosti v srpnu 2020 oznámení o zrušení platnosti Paramountského výnosu. Jako důvod uvedlo přesvědčení, že antimonopolní omezení již není nutné, protože původní vertikálně integrovaný obchodní model nebude v současných podmínkách již nikdy možné obnovit.

## Detaily případu
Právní problémy se poprvé objevily už v éře němého filmu, kdy Federální obchodní komise začala vyšetřovat filmové společnosti kvůli možnému porušení Shermanova antimonopolního zákona z roku 1890.
Velká filmová studia byla vertikálně integrovaná, a de facto tak vytvářela oligopol. Nejenže vyráběla filmy a na základě dlouhodobých smluv zaměstnávala herce i členy štábu včetně producentů, ale také vlastnila filmové ateliéry i laboratoře, zhotovovala filmové kopie a distribuovala je prostřednictvím kin, která sama vlastnila. Tyto společnosti přitom ovládaly nebo přímo vlastnily přibližně 80 % městských premiérových kin, která jim zajišťovala naprostou většinu příjmů právě z promítání jejich vlastních snímků. Určité řetězce kin tak uváděly pouze filmy z produkce studia, které je vlastnilo.
Kvůli těmto domnělým a později potvrzeným nezákonným obchodním praktikám podalo ministerstvo spravedlnosti v roce 1938 na všechna velká filmová studia žalobu. Jakožto největší studio byla hlavním žalovaným společnost Paramount Pictures, ale žaloba se vztahovala na všechna studia z tzv. Velké pětky (Paramount Pictures, Metro-Goldwyn-Mayer, Warner Bros., 20th Century Fox a RKO Pictures) i Malé trojky (Universal Pictures, Columbia Pictures a United Artists). Dalšími žalovanými byly četné dceřiné společnosti a vedoucí pracovníci jednotlivých společností.

## Rozhodnutí
Případ se v roce 1948 dostal až k Nejvyššímu soudu. Ten rozhodl v neprospěch filmových studií, která tak byla nucena zbavit se svých řetězců kin. Při posuzování vzal soud v potaz následující obchodní praktiky:
- Programy byly sestavovány tak, aby se konkrétní film po určitou dobu promítal pouze v premiérových kinech, kterým tak nemohla konkurovat jiná kina.
- Některá kina byla spoluvlastněna dvěma formálně konkurenčními studii.
- Zvýhodňování velkých kinořetězců na úkor menších nezávislých kin.
- Systém vázaného prodeje (tzv. block booking), na základě něhož musela nezávislá kina kupovat celé balíčky sestávající z vysokorozpočtových velkofilmů doplněných slabšími snímky, a to někdy aniž by je předem zhlédla nebo dokonce ještě předtím, než byly vůbec natočeny.

## Důsledky
Soudní příkaz, který nařídil oddělení filmových produkčních společností od sítí kin, se běžně označuje jako Paramountský výnos.
Důsledky tohoto rozhodnutí byly následující:
- Nárůst počtu nezávislých kin v průběhu 50., 60. a 70. let.[5]
- Nárůst počtu nezávislých producentů a studií, kteří nyní mohli vyrábět filmy bez zásahů ze strany velkých společností.
- Počátek konce hollywoodského studiového systému a jeho zlaté éry, který filmařům i hercům přinesl větší tvůrčí svobodu.
- Oslabení Haysova kodexu vlivem vzestupu nezávislých a artových kin, která začala promítat zahraniční a nezávislé filmy natočené mimo dosah jeho působnosti.

Toto rozhodnutí spolu s nástupem televize a poklesem návštěvnosti kin způsobilo vážný propad filmového průmyslu. Po jeho vydání tak měla velká studia pocit, že ztráta výhradních dohod s kiny výrazně omezí prostor pro opětovné uvádění snímků z jejich rozsáhlých filmových archivů. Většina z nich proto následně své klasické tituly prodala nebo pronajala jiným společnostem.
Případ Paramount se stal základem antimonopolního práva a jako takový je citován ve většině soudních sporů, v nichž hrají významnou roli otázky vertikální integrace.

## Zrušení platnosti Paramountského výnosu
Antimonopolní odbor ministerstva spravedlnosti Spojených států zahájil přezkum antimonopolních výnosů, které nemají stanovené datum vypršení platnosti. V roce 2019 podalo ministerstvo návrh na zrušení Paramountského výnosu, které by zahrnovalo dvouletou přechodnou lhůtu, aby se řetězce kin mohly přizpůsobit. Jako důvod uvedlo malou pravděpodobnost, že by zbývající obžalovaní byli schopni svůj monopol obnovit. Proti tomuto návrhu se postavili majitelé nezávislých kin a nezávislí filmoví tvůrci.
V srpnu 2020 soud návrhu ministerstva vyhověl, čímž začalo běžet dvouleté období pro ukončení platnosti Paramountského výnosu.
 